# Spaelotis dominans
Spaelotis dominans is een vlinder uit de familie van de uilen (Noctuidae). De wetenschappelijke naam van de soort is voor het eerst geldig gepubliceerd in 1933 door Corti & Draudt.